# Nycticalanthus speciosus
Nycticalanthus speciosus är en vinruteväxtart som beskrevs av Adolpho Ducke. Nycticalanthus speciosus ingår i släktet Nycticalanthus och familjen vinruteväxter. Inga underarter finns listade i Catalogue of Life.